# Team Milram/2010
Deze pagina geeft een overzicht van de Milram-wielerploeg in 2010.

## Algemeen
Sponsors: Nordmilch
Algemeen manager: Gerrie van Gerwen, Marlies Liebregts-van Gerwen
Ploegleiders: Marlies Liebregts-van Gerwen, Ralf Grabsch, Vittorio Algeri, Christian Henn, Jochen Hahn, Raoul Liebregts
Fietsmerk: Focus
Materiaal en banden: SRAM, Continental

## Renners
| Naam                | Geboortedatum | Nationaliteit | Ploeg 2009             |
| ------------------- | ------------- | ------------- | ---------------------- |
| Gerald Ciolek       | 19-09-1986    | Duitsland     |                        |
| Wim De Vocht        | 29-04-1982    | België        | Vacansoleil            |
| Markus Eichler      | 03-05-1985    | Duitsland     |                        |
| Robert Förster      | 27-01-1978    | Duitsland     |                        |
| Markus Fothen       | 09-09-1981    | Duitsland     |                        |
| Thomas Fothen       | 06-04-1983    | Duitsland     |                        |
| Johannes Fröhlinger | 06-06-1985    | Duitsland     |                        |
| Artur Gajek         | 21-02-1985    | Duitsland     |                        |
| Linus Gerdemann     | 16-09-1982    | Duitsland     |                        |
| Roger Kluge         | 05-02-1986    | Duitsland     | LKT Team Brandenburg   |
| Servais Knaven      | 06-03-1971    | Nederland     |                        |
| Christian Knees     | 05-03-1981    | Duitsland     |                        |
| Dominik Nerz        | 25-08-1985    | Duitsland     | Milram Continentalteam |
| Luke Roberts        | 25-01-1977    | Australië     | Team Kuota-Indeland    |
| Dominik Roels       | 21-01-1987    | Duitsland     |                        |
| Thomas Rohregger    | 23-12-1983    | Oostenrijk    |                        |
| Matthias Russ       | 14-11-1983    | Duitsland     | Team Gerolsteiner      |
| Björn Schröder      | 27-10-1980    | Duitsland     |                        |
| Roy Sentjens        | 15-12-1980    | België        | Silence-Lotto          |
| Wim Stroetinga      | 23-05-1985    | Nederland     |                        |
| Niki Terpstra       | 18-05-1984    | Nederland     |                        |
| Paul Voss           | 26-03-1986    | Duitsland     |                        |
| Fabian Wegmann      | 20-06-1980    | Duitsland     |                        |
| Peter Wrolich       | 30-05-1974    | Oostenrijk    |                        |

## Overwinningen
| Trofeo Inca Winnaar: Linus Gerdemann Ronde van Murcia 3e etappe: Luke Roberts Tirreno-Adriatico 1e etappe: Linus Gerdemann Ronde van Catalonië 1e etappe (proloog, (IT): Paul Voss | Eschborn-Frankfurt Winnaar: Fabian Wegmann Batavus Prorace Winnaar: Markus Eichler Neuseen Classics-Rund um die Braunkohle Winnaar: Roger Kluge Ronde van Beieren 3e etappe: Gerald Ciolek | Nationale kampioenschappen Nederland (wegwedstrijd): Niki Terpstra Duitsland (wegwedstrijd): Christian Knees Sparkassen Giro Bochum Winnaar: Niki Terpstra Ronde van Bulgarije 5e etappe: Stefan Schäfer |

2006 · 2007 · 2008 · 2009 · 2010
AG2R-La Mondiale · Astana · Caisse d'Epargne · Euskaltel-Euskadi · Footon-Servetto-Fuji · Française des Jeux · Team Garmin-Transitions · Team HTC-Columbia · Katjoesja · Lampre-Farnese Vini · Liquigas-Doimo · Team Milram · Omega Pharma-Lotto · Quick·Step · Rabobank · Team RadioShack · Team Saxo Bank · Team Sky